# 富山県道133号山田砺波線
富山県道133号山田砺波線（とやまけんどう133ごう やまだとなみせん）は富山県富山市と同県砺波市を結ぶ一般県道（富山県道）である。

## 概要
- 起点：富山県富山市山田小島字中前田329[1]（＝富山県道25号砺波細入線交点）
- 終点：富山県砺波市坪野字西北島434番1[1]（＝国道359号・富山県道72号坪野小矢部線交点）

## 歴史
- 1995年（平成7年）4月1日：路線認定[1][2]。

## 接続道路
- 富山県道25号砺波細入線（富山市山田小島：起点）
- 富山県道25号砺波細入線（富山市山田白井谷）
- 富山県道222号清水小滝谷線（富山市山田沼又）
- 富山県道222号清水小滝谷線（富山市婦中町大瀬谷・大瀬谷橋南詰）
- 国道359号、富山県道72号坪野小矢部線（砺波市坪野：終点）

## 重複区間
- 富山県道25号砺波細入線（富山市山田小島：起点 - 同市山田白井谷）
- 富山県道222号清水小滝谷線（富山市山田沼又 - 同市婦中町大瀬谷・大瀬谷橋南詰）

## 通過する自治体
- 富山県
  - 富山市 - 砺波市

## 周辺
- 山田村農業協同組合 本所
- 県民公園頼成の森